# Ranixalidae
Ranixalidae – rodzina płazów z rzędu płazów bezogonowych (Anura). 

## Zasięg występowania
Rodzina obejmuje gatunki występujące w środkowych i południowych Indiach.

## Podział systematyczny
Do rodziny należą następujące rodzaje:
- Indirana Laurent, 1986
- Walkerana Dahanukar, Modak, Krutha, Nameer, Padhye & Molur, 2016